# Mike van Diem
Mike van Diem (ur. 12 stycznia 1959 w Sittard) – holenderski reżyser i scenarzysta filmowy, twórca reklam telewizyjnych. Jego film Charakter (1997) zdobył Oscara dla najlepszego filmu nieanglojęzycznego.

## Życiorys
Studiował filologię niderlandzką na uniwersytecie w Utrechcie. W 1989 ukończył studia reżyserskie na amsterdamskiej uczelni Nederlandse Film en Televisie Academie (NFTVA). Zwrócił na siebie uwagę krótkometrażowym filmem studenckim Alaska (1989), który przyniósł mu nie tylko nagrodę dla najlepszego holenderskiego krótkiego metrażu, ale również studenckiego Oscara.
Największym artystycznym dokonaniem van Diema był film Charakter (1997), zrealizowany na podstawie powieści Ferdinanda Bordewijka. Rozgrywający się w realiach międzywojennych obraz opowiadał o skomplikowanych relacjach ojca i jego nieślubnego syna na przestrzeni kilkunastu lat. Film był częściowo kręcony we Wrocławiu, a van Diem był także autorem jego scenariusza.

## Wybrana filmografia

### Reżyser
- De andere kant (1988)
- Alaska (1989)
- Flodder (1993, serial telewizyjny)
- Pleidooi (1993, serial telewizyjny)
- Charakter (Karakter, 1997)